# 女寄峠

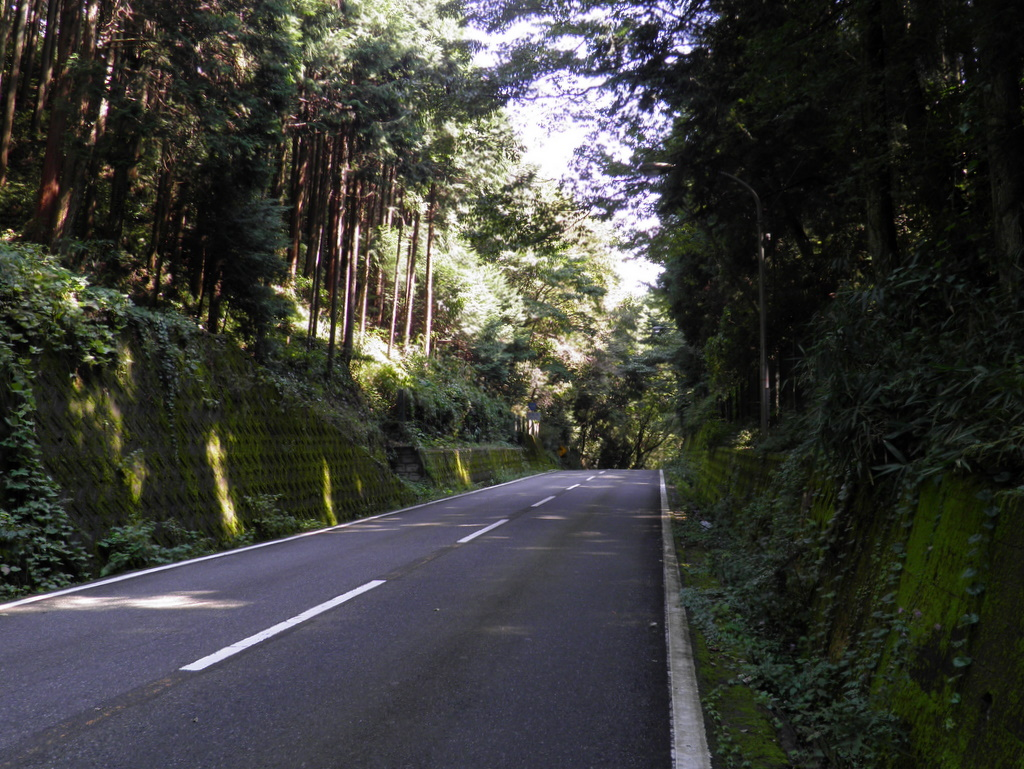
女寄峠・桜井市側より撮る
（2010年10月撮影）

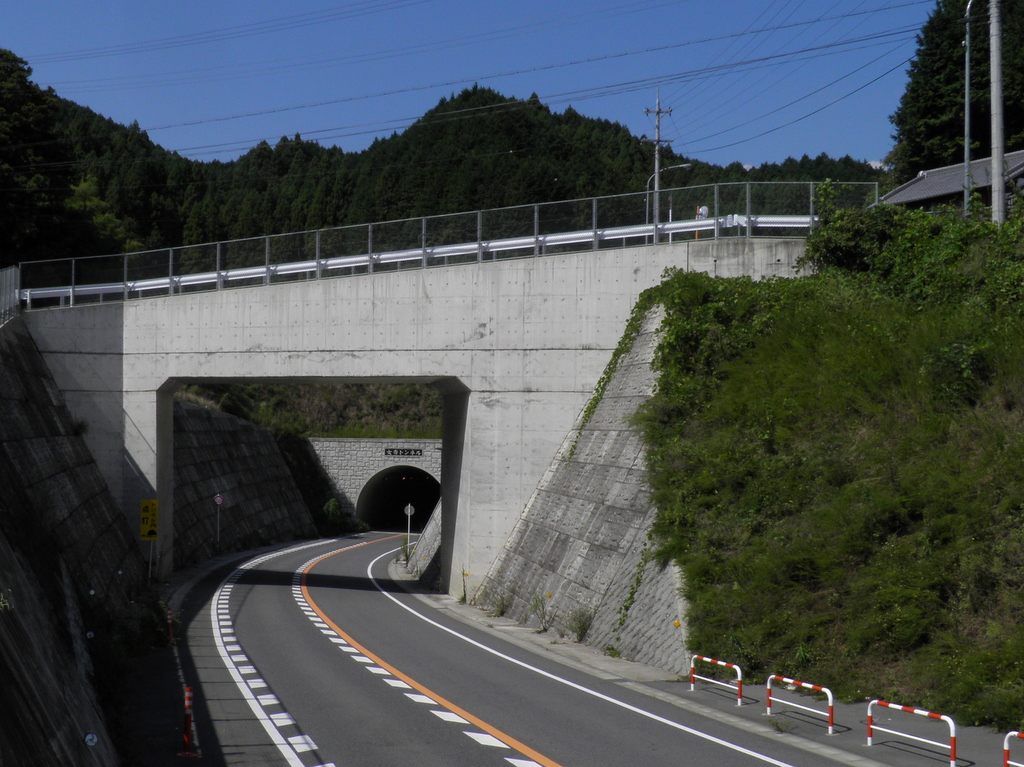
女寄トンネル・宇陀市側より撮る
（2010年10月撮影）

女寄峠（みよりとうげ）は、奈良県桜井市と宇陀市との境に位置する峠である。参宮街道の経由地である。

## 概要
現在は国道166号の経路となっているが、峠前後の約1.5 kmは急な勾配やカーブ、冬季の凍結の危険性などのためにトンネルによる新道（女寄道路）が建設され、2007年（平成19年）10月7日より供用が開始された。従来の経路では桜井市側の途中、急カーブの場所で宇陀市榛原方面から来る奈良県道198号粟原榛原線が接続していたので現在は、その道と直線化して榛原方面への短絡路として機能している。また峠を越す道路も閉鎖されていない。なお、桜井市側では途中には1 km以上に及ぶ直線の坂道があり、ここでは勾配が10 %を超す箇所があり登坂車線も設置されている。宇陀方面から進入した際には直線の下り坂による車両の速度超過への注意を要する。宇陀市側では女寄トンネルによって急な坂道は解消されている。これは桜井市側が標高100 m以下の奈良盆地なのに対して、宇陀市側の口宇陀盆地（宇陀山地）は、標高300 m以上と高低差があるためである。ちなみに女寄峠付近の標高400 mほどである。

## 歴史
明治21年（1888年）に、それまであった峠道が改修され、荷車が通れるようになり奈良盆地と宇陀方面とを結ぶ幹線道路となったが、近世以前は女寄峠よりも南にある半坂峠の方が使われていたようである。

## その他
道が急になくなる錯覚がする、金縛りにあった、といった心霊現象のうわさや体験報告がある。